# Air (yacht sjösatt 2011)
M/Y Air är en superyacht tillverkad av Feadship i Nederländerna. Hon levererades 2011 till sin ägare Augusto Perfetti, en italiensk affärsman. Air designades exteriört av De Voogt Naval Architects medan Remi Tessier designade interiören. Superyachten är 81 meter lång och har en kapacitet upp till tolv passagerare fördelat på sju hytter. Den har en besättning på 21 besättningsmän och en helikopter.